# Нотатки Мальте Лявридса Бриґґе
«Нотатки Мальте Лявридса Бриґґе» (нім. Die Aufzeichnungen des Malte Laurids Brigge) — єдиний роман австрійського письменника Р.М.Рільке, опублікований 1910 року. Твір вважають одним із найкращих модерністських романів минулого століття. 
Над романом Рільке працював із 1904 р.  В романі письменник висловлює сутність нового розуміння предмета поезії: «…вірші – не те, що про них думають, не почуття…вірші – це досвід. Задля одного вірша треба побачити багато міст, людей i речей, пізнати тварин, відчути, як летять птахи, запам'ятати той порух, яким уранці розкриваються маленькі квітки». На думку українського письменника і перекладача Віктора Бойко, в образі головного героя роману Рільке намагається, багато в чому під впливом С. К'еркегора, дати індивідуалістичне обгрунтування людського буття, але усвідомлюе трагізм, безперспективність цього шляху.  В романі зображено убозтво й потворність повсякденного життя. Поет застерігав од безпосереднього соціального осмислення його творів. Він закликав трактувати iх в етичному або естетичному сенсі, однак соціальна тематика проглядає крізь нагромадження етичних вибудов та метафізичних концепцій.

## Сюжет
Головним героєм роману є данський поет Мальте Лявридс Бриґґе, який мешкає у Парижі. Мальте — «блудний син», митець та аристократ. Автобіографічним у романі є час та місце подій. Нотатки починаються записом від 11 вересня 1902 року — того ж дня Рільке написав листа дружині, у якому написав, що «Париж важкий (…). Не можу висловити, наскільки мені тут усе несимпатичне (…)». Але Рільке не вважав, що він та Мальте — тотожні.

На думку Анатолія Дністрового ще один перонаж твору — «сам страх Мальте перед невідомою смертю». 
Рільке, «Нотатки Мальте Лявридса Бриґґе», с. 33

## Переклад українською
Українською мовою переклали 
- Юрій Прохасько (2010),
- Євген Попович, Петро Таращук (2011).